# EVA1B
EVA1B (англ. Eva-1 homolog B) – білок, який кодується однойменним геном, розташованим у людей на 1-й хромосомі. Довжина поліпептидного ланцюга білка становить 165 амінокислот, а молекулярна маса — 18 374.
| 10         |  | 20         |  | 30         |  | 40         |  | 50         |
| ---------- |  | ---------- |  | ---------- |  | ---------- |  | ---------- |
| MDAPRRDMEL |  | LSNSLAAYAH |  | IRANPESFGL |  | YFVLGVCFGL |  | LLTLCLLVIS |
| ISWAPRPRPR |  | GPAQRRDPRS |  | STLEPEDDDE |  | DEEDTVTRLG |  | PDDTLPGPEL |
| SAEPDGPLNV |  | NVFTSAEELE |  | RAQRLEERER |  | ILREIWRTGQ |  | PDLLGTGTLG |
| PSPTATGTLG |  | RMHYY      |  |            |  |            |  |            |

A: Аланін

C: Цистеїн

D: Аспарагінова кислота

E: Глутамінова кислота

F: Фенілаланін

G: Гліцин

H: Гістидин

I: Ізолейцин

L: Лейцин

M: Метіонін

N: Аспарагін

P: Пролін

Q: Глутамін

R: Аргінін

S: Серин

T: Треонін

V: Валін

W: Триптофан

Кодований геном білок за функцією належить до фосфопротеїнів. 
Локалізований у мембрані.